# Jeffery Deaver
Jeffery Deaver (født 6. maj 1950) er en amerikansk forfatter.

## Bøger på dansk
- Forrådt (Praying for Sleep), 1995
- Tavse gidsler (A Maiden's Grave), 1997
- Carte blanche (Carte Blanche), 2012